# Ronde van Gévaudan Occitanie
De Ronde van Gévaudan Occitanie (Frans: Tour du Gévaudan Occitanie), ook wel bekend als Ronde van Gévaudan Languedoc-Roussillon, is een voormalige eendaagse wielerwedstrijd in de Franse regio Languedoc-Roussillon. De wedstrijd maakte tussen 2006 en 2018 deel uit van de UCI Europe Tour en was daarin door de UCI geclassificeerd in de categorie 1.2. Tot en met 2017 was de koes een meerdaagse wedstrijd en had het een classificatie van 2.1.

## Lijst van winnaars

### Meervoudige winnaars
| Overwinningen | Renner          | Land      | Jaren      |
| ------------- | --------------- | --------- | ---------- |
| 2             | Michel Charlier | Frankrijk | 1974, 1977 |

### Overwinningen per land
| Overwinningen | Land                                                                                |
| ------------- | ----------------------------------------------------------------------------------- |
| 22            | Frankrijk                                                                           |
| 1             | Colombia, Duitsland, Estland, Finland, Italië, Litouwen, Polen, Sovjet-Unie, Spanje |